# Dolany (Hlince)

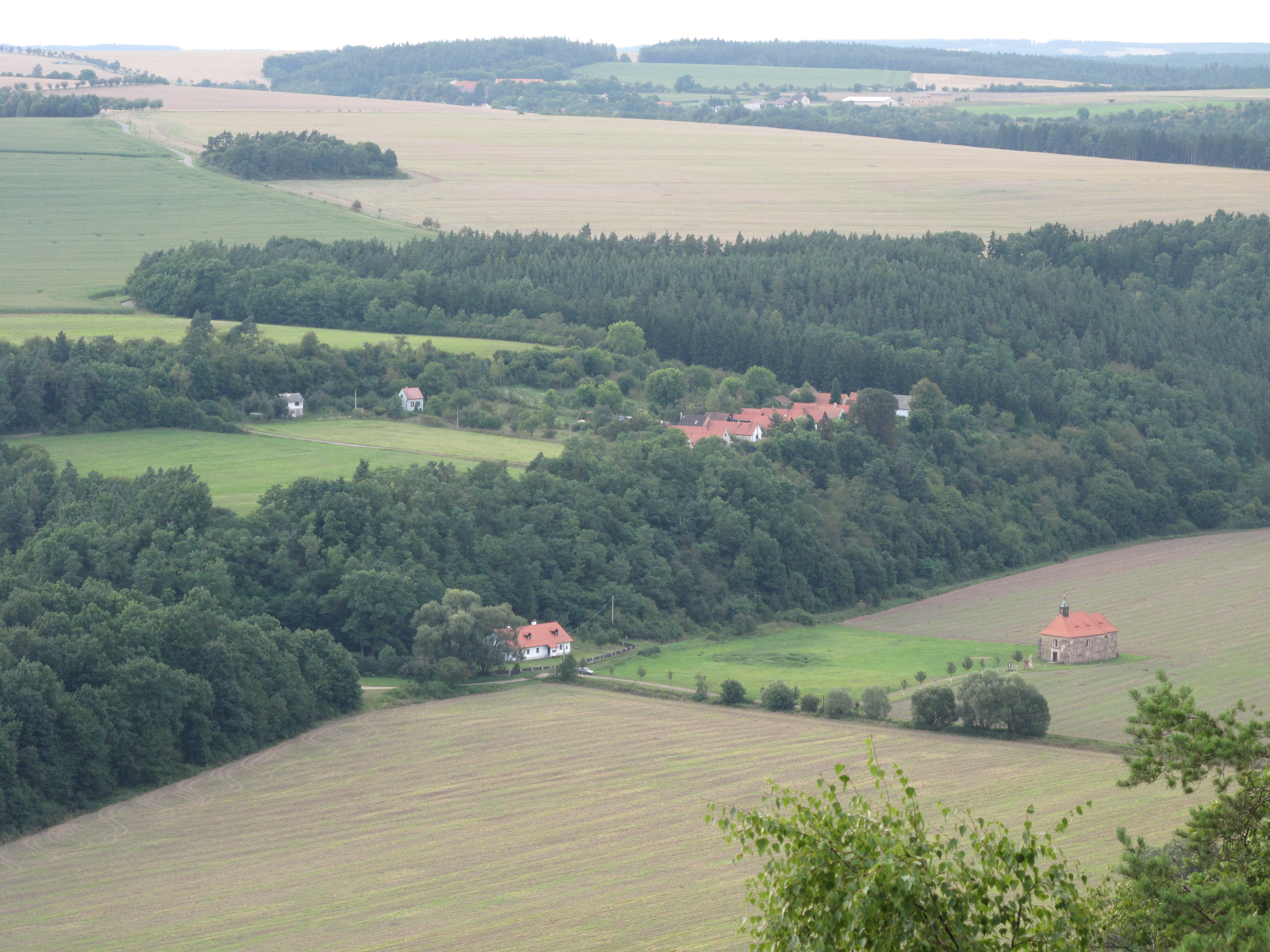
Blick von Chlum auf Dolany

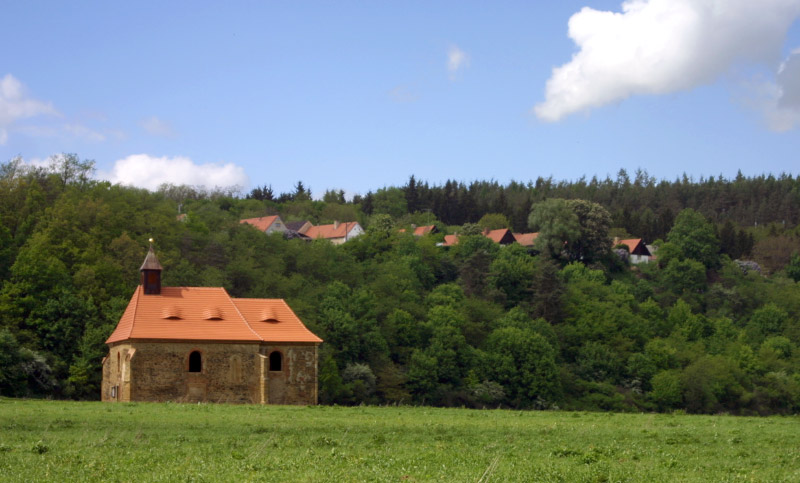
Blick von der Berounka auf die Kirche St. Peter und Paul, dahinter die Häuser von Dolany

Dolany (deutsch Dolan) ist eine Ansiedlung der Gemeinde Hlince in Tschechien. Sie liegt 13 Kilometer südöstlich von Kralovice (Kralowitz) und gehört zum Okres Plzeň-sever. 

## Geographie
Die Häuserzeile Dolany befindet sich linksseitig über dem Tal der Berounka auf einer Terrasse in der Kralovická pahorkatina (Kralowitzer Hügelland); südöstlich – in der Talsohle – steht einsam die Kirche St. Peter und Paul. Nordöstlich erhebt sich der Dubensko (414 m n.m.), im Südosten der Hamouz (470 m n.m.) und südlich der Lejskův hřeben (430 m n.m.). Gegen Süden fließt der Bach Dolanský potok bzw. Svatá zur Berounka. Der Ort liegt im Naturpark Berounka.
Nachbarorte sind Chříč und Podskalí im Norden, Dubjanský Dvůr, Pod Dubjany, Dubensko und Zvíkovec im Nordosten, Hamouz und Podmokly im Osten, Chlum im Südosten, Prašný Újezd und Suchomelka im Süden, Ptyč und Třímanský Přívoz im Südwesten, Hlince im Westen sowie Všehrdy, Holovousy und Studená im Nordwesten.

## Geschichte
Dolany wurde wahrscheinlich im 11. oder 12. Jahrhundert am Handelsweg von Prag über Velíz nach Starý Plzenec an einer Furt über die Berounka gegründet. Ein Vorgängerbau der heutigen Kirche wird ins 12. Jahrhundert datiert. Die erste urkundliche Erwähnung der dem Vladiken Markvart von Řebřík gehörigen Feste Dolany erfolgte 1318. Die älteste Nachricht über die Pfarrkirche erfolgte in einer zwischen 1347 und 1350 erstellten Beschreibung des Bistums Prag. Das Kirchenpatronat teilten sich im Jahre 1358 Habart von Dolan und Markwart von Řebřík. Im Jahre 1377 veräußerte Habart von Řebřík auf Dolany das Gut an Slavibor Vrš von Modřejovice. Dessen Sohn Dobeš Vrš auf Dolany gehörte zu den Adligen, die 1420 dem neuen böhmischen König Sigismund die Gefolgschaft verweigerten. Dobeš Vrš fiel 1450 während des Sächsischen Bruderkrieges in Diensten des Landesverwalters Georg von Podiebrad. 1467 wurden die Feste, das Dorf und der Meierhof Dolany während der Kämpfe der Grünberger Allianz gegen König Georg von Podiebrad niedergebrannt. In dieser Zeit wurden die Güter Dolany, Holovousy und Studená dem Rakonitzer Rychtář Jan Vepřík übertragen. Im Jahre 1471 überließ er die Dolaner Wiese und den Wald Chrustin der Kirche St. Peter und Paul; das nördlich der Kirche gestandene Dorf Dolany wurde nicht wieder aufgebaut. 1481 wurde das Dorf als wüst bezeichnet; die Kirche war teilweise zerstört und der Friedhof verschüttet. Später erwarben die Herren Kolowrat-Krakowsky das Gut Dolany und ließen im 16. Jahrhundert den Meierhof wiederherstellen. 1530 wurde die Kirche auf Veranlassung von Christoph von Kolowrat wieder aufgebaut. In der Mitte des 16. Jahrhunderts erwarben die Brüder Sebastian und Ulrich Lažanský von Bukowa auf Chříč das Gut Dolany. Sebastian Lažanský verkaufte Chříč 1585 wegen Verschuldung an Johann Teyrzowsky von Ensiedl (Jan Týřovský z Enzidle) auf Hřebečníky und Skryje. Während des Dreißigjährigen Krieges erlosch der Hof wieder, die Kirche verfiel. Adalbert Ignaz Teyrzowsky von Ensiedl, der seit 1665 Besitzer der Herrschaft Chříč war, ließ die Kirche instand setzen. Im Jahre 1713 veräußerten die Brüder Teyrzowsky von Ensiedl die Herrschaft Chříč für 211.000 Gulden an Wenzel Josef Lažanský von Bukowa auf Manetin. 1715 erbten dessen Witwe Marie Gabriele und seine Söhne Maximilian Wenzel und Karl Josef Lažanský den Besitz. Die Herrschaft Chříč blieb dabei im Besitz der Witwe, diese starb 1758 als Oberin des Reichsstiftes adeliger Fräulein in der Neustadt Prag und hinterließ eine Hälfte der verschuldeten Herrschaft dem Stift. Die andere Hälfte wurde auf Antrag ihrer Gläubiger subhastiert; da sich dafür jedoch kein Interessent fand, fiel sie den Lažanskýschen Erben zu, die sie 1764 dem Fräuleinstift, das später den Namen „k.k. freiweltadeliges Damenstift zu den heiligen Engeln in der Altstadt Prag“ erhielt, verkauften. In der zweiten Hälfte des 18. Jahrhunderts erfolgte die Wiederbesiedlung von Dolany; die neue Häuserzeile wurde nicht am Standort des wüsten Dorfes, sondern auf der westlich darüber liegenden Terrasse angelegt. In der Topographie des Königreichs Böhmen von 1785 wurde Dolan bzw. Dolany ohne Angabe der Häuserzahl als Dorf mit Kirche St. Peter und Paul sowie einem verfallenen Schloss an der Mies aufgeführt. Im Zuge der Josephinischen Reformen wurde 1785 die zur Pfarre Kožlan gehörige Lokalie Dolany, der die Dörfer Hlince, Studená, Holovousy, Chříč, Lhota und Slatina sowie die Höfe Ptyč, Dubjany, Dubensko und Březsko zugewiesen waren, aufgehoben und stattdessen die frühere Schlosskapelle in Chříč mit einem Lokalisten besetzt. 1787 wurde die Herrschaft an das Prager Theresianum angeschlossen, 1791 ging sie an das Damenstift zurück.
Im Jahre 1843 bestand die im Rakonitzer Kreis gelegene und nach Studena konskribierte Einschicht Dolany bzw. Dolan aus der Kirche St. Peter und Paul sowie fünf Dominikalhäuschen. Neben der Kirche waren noch schwache Reste eines Gebäudes erkennbar, das für das Pfarrhaus gehalten wurde. Pfarrort war Křič. Bis zur Mitte des 19. Jahrhunderts blieb Dolany der Herrschaft Křič untertänig.
Nach der Aufhebung der Patrimonialherrschaften bildete Dolany / Dolan ab 1850 einen Teil der Gemeinde Hlince im Gerichtsbezirk Kralowitz. Ab 1868 gehörte Dolany zum Bezirk Kralowitz. Der Dolanský potok, der zuvor unmittelbar südlich der Kirche floss, wurde zum Ende des 19. Jahrhunderts reguliert. Im Jahre 1906 verkaufte das Freiweltadelige Damenstift zu den heiligen Engeln die Grundherrschaft Chříč an Stephan von Götzendorf-Grabowski, der sie 1910 an Gustav Fischer veräußerte. Anschließend wechselten die Besitzer in rascher Folge.
Nach dem Ersten Weltkrieg zerfiel der Vielvölkerstaat Österreich-Ungarn, der Ort wurde 1918 Teil der neu gebildeten Tschechoslowakischen Republik. Beim Zensus von 1921 wurden die Häusergruppe und Filialkirche Dolany als Gemeindeteil von Hlince aufgeführt; eine Erfassung von Einwohner- und Häuserzahlen erfolgte nicht. Zwischen 1939 und 1945 gehörte Dolany zum Protektorat Böhmen und Mähren. Nach dem Ende des Zweiten Weltkrieges kam die Ansiedlung zur wiedererrichteten Tschechoslowakei zurück. 1949 erfolgte die Umgliederung in den neuen Okres Plasy. Bei der Gebietsreform von 1960 erfolgte die Aufhebung des Okres Plasy; Dolany wurde Teil des Okres Plzeň-sever. 
Beim Augusthochwasser der Berounka im Jahre 2002 überstieg der Fluss am 12. und 13. August seinen Normalpegel um vier Meter; dabei wurden u. a. die Kirchenruine sowie mehrere Hektar Ackerland überflutet. In den Jahren 2003 und 2004 erfolgten im Bereich der Kirche archäologische Rettungsgrabungen, bei den u. a. festgestellt wurde, dass bereits im 12. Jahrhundert ein kleinerer steinerner Vorgängerbau bestanden hat und der Dolansky potok früher an der Südmauer der Kirche entlang floss. Zugleich führte der Archäologe Antonín Majer magnetometrische Messungen durch und konnte dabei die Lage des wüsten Dorfes und der Feste ermitteln.

## Ortsgliederung
Dolany ist Teil des Katastralbezirkes Hlince.

## Sehenswürdigkeiten
- Gotische Kirche St. Peter und Paul, errichtet Mitte des 13. Jahrhunderts. Das in der zweiten Hälfte des 20. Jahrhunderts eingestürzte Bauwerk erhielt in den Jahren 2004 bis 2006 ein neues Dach, es wird heute für Ausstellungen und Konzerte genützt.
- Burgstall Dolany, die ehemalige Wasserfeste stand auf dem Flurstück 226/1 zwischen Hegerhaus und Kirche. Sie war von einem kreisförmigen Wall und einem vom Dolansky potok gespeisten Wassergraben umgeben. Von der Anlage ist nichts mehr sichtbar, ihre Reste liegen in 50 cm Tiefe unter einer Ackerfläche.